# Piano carré

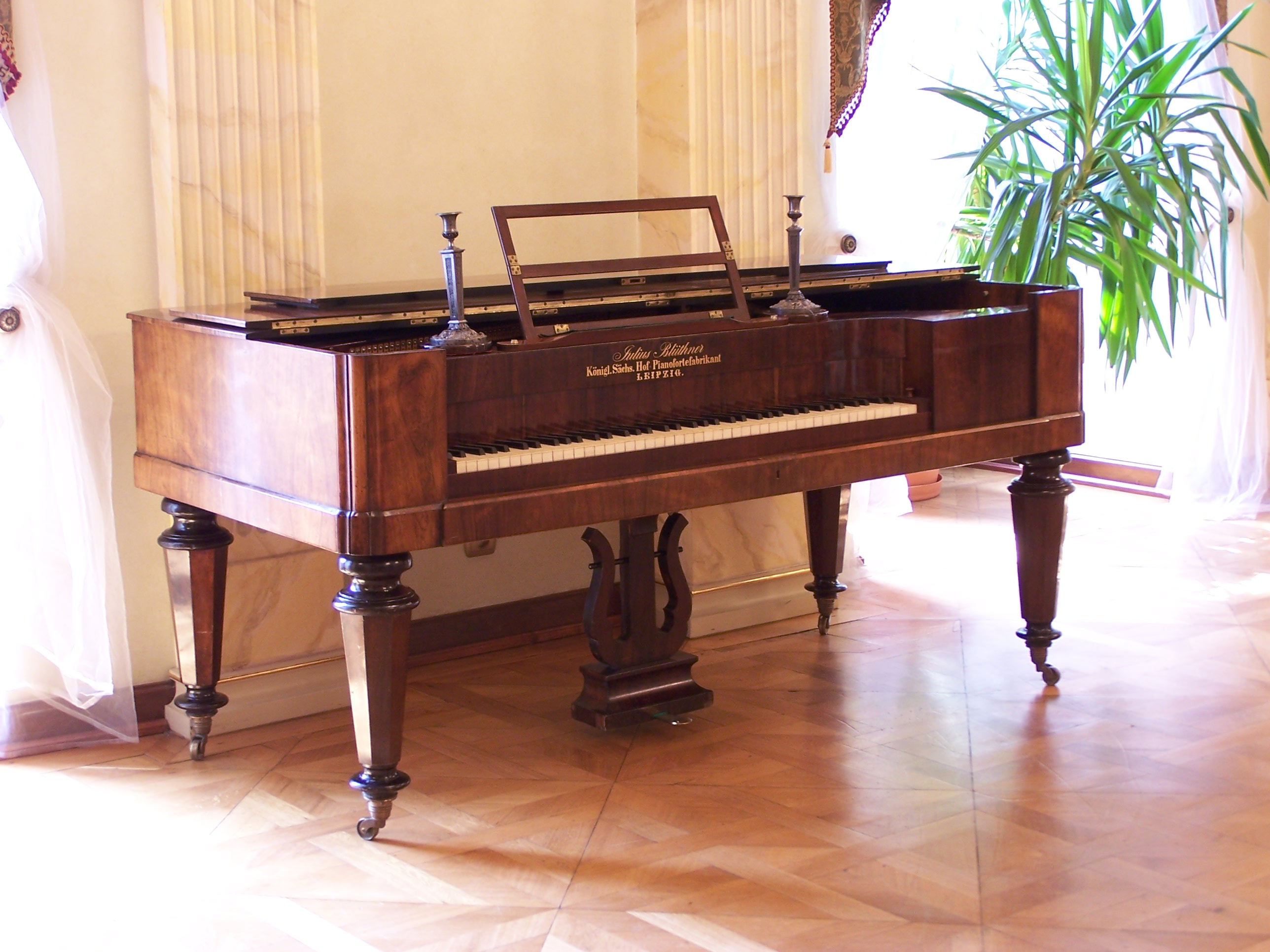
Un piano à queue carré.

Le piano carré est un type de piano doté de cordes horizontales disposées en diagonale dans un  boîtier rectangulaire au-dessus des marteaux et avec le clavier placé sur le côté long, avec la table d'harmonie au-dessus d'une cavité dans le côté court. Il est attribué à Gottfried Silbermann ou à Christian Ernst Friederici et a été amélioré par Guillaume-Lebrecht Petzold (en) et Alpheus Babcock (en). De nombreux modèles de pianos carrés anglais et viennois ont été construits, différents dans leur mécanique et leur apparence générale, à partir de 1760 environ. En raison de la concurrence dans cette industrie et de la nouveauté de l'instrument lui-même, les premières années ont été marquées par diverses expérimentations, créant une gamme de modérateurs (effets de modification du son) et d'autres dispositifs techniques (pédales à genoux, butées manuelles) que l'on ne voit plus aujourd'hui.

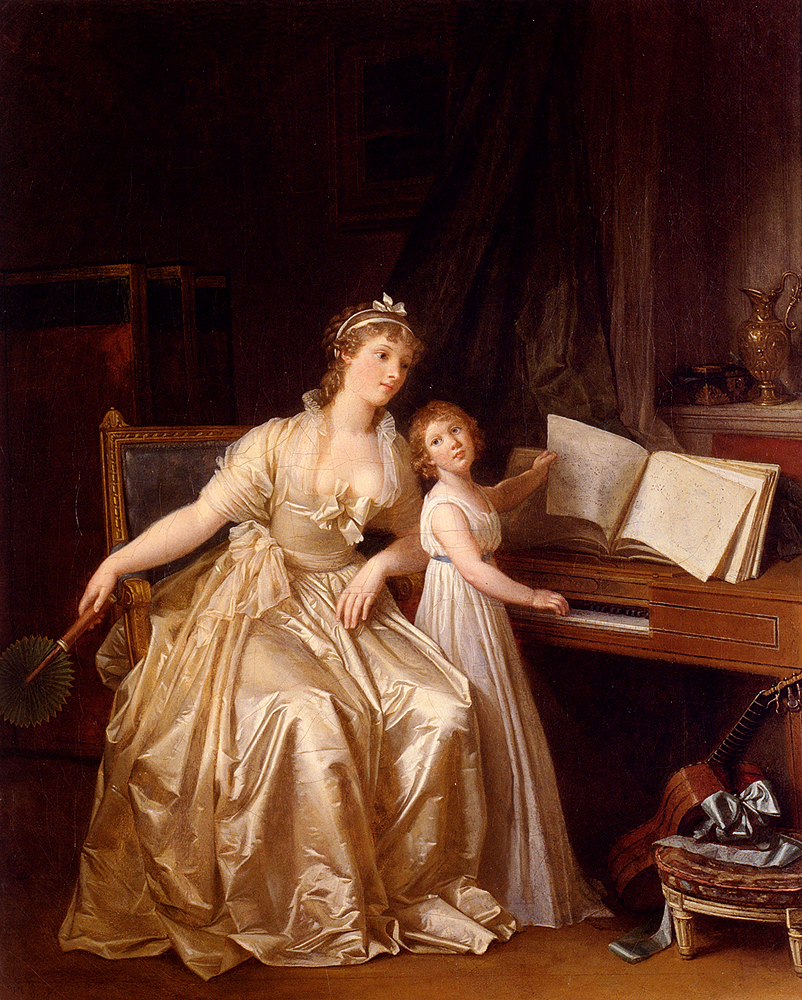
Le Leçon de piano, Marguerite Gérard (entre 1785 et 1787).

A Londres, l'explosion du piano carré est généralement attribuée au fabricant Johannes Zumpe (en) (1726-1790). L'immense popularité de ses instruments était due à leur fabrication et à leur prix peu élevé.
Au fil du temps, les pianos carrés ont été de plus en plus grands, avec plus de touches et une tessiture plus étendue ; dans les années 1830, les pianos à queue carrés prédominaient, avec des nouveaux mécanismes internes et une construction  produisant des sons plus forts, avec des cordes plus tendues. Les pianos carrés ont été l'instrument à clavier le plus populaire de la fin du XVIIIe siècle, et les pianos à queue carrés plus récents ont joui d'une grande popularité au milieu et à la fin du XIXe siècle. Ils ont été progressivement remplacés par des pianos droits, qui avaient un encombrement plus réduit et un son plus puissant. Tout la bonne société avait des pianos carrés, de George Washington et Thomas Jefferson à Marie-Antoinette et Jane Austen.
Dans les années 1860, des cadres métalliques plus grands ont été développés pour les pianos à queue carrés, rendant possible des tensions de cordes plus élevées et donc des volumes sonores plus importants ; cette augmentation en taille rendait cependant la conception du piano droit plus économique, et celui-ci a donc remplacé le piano carré en tant qu'instrument domestique le plus courant. Construits en grande quantité aux États-Unis dans les années 1890, les célèbres pianos à queue carrés à structure en fer de Steinway étaient plus de deux fois et demie plus grands que les instruments à cadre en bois de Zumpe qui avaient connu le succès un siècle auparavant. Alors que beaucoup considèrent les pianos carrés comme des « proto-piano », parce qu'ils n'ont pas la tessiture, le volume ou la délicatesse du toucher des instruments modernes, ils ont un son et une jouabilité qui leur sont propres et doivent être traités comme un instrument totalement différent du piano moderne.

## Galerie

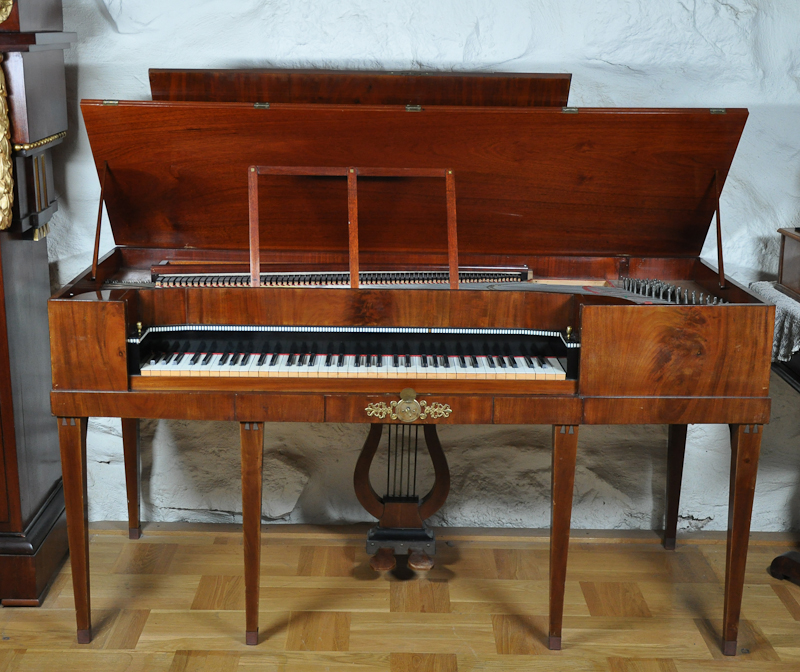
Un piano carré (Nydahl Collection, Stockholm).
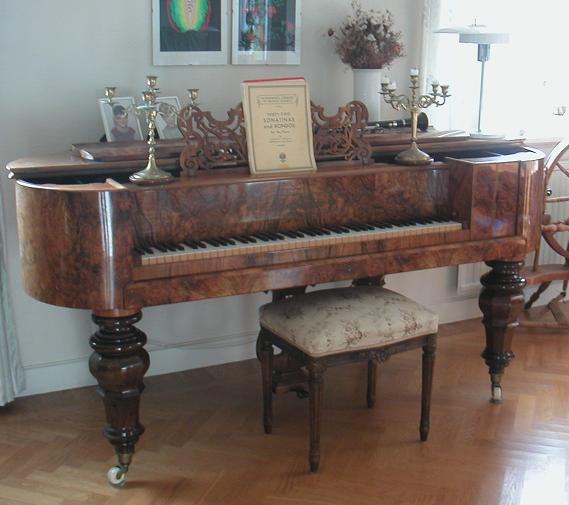
Un piano à queue carré.
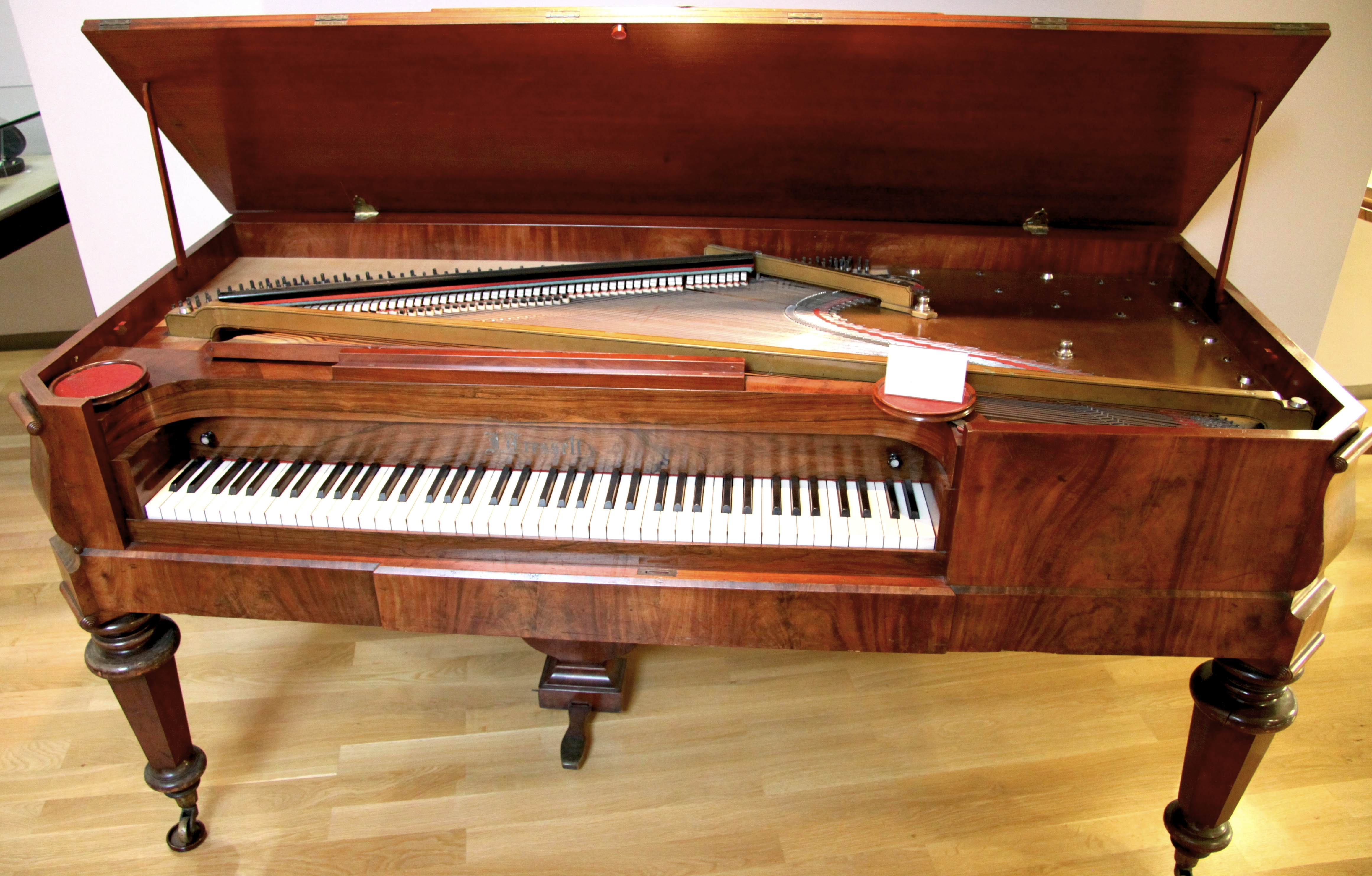
Un piano à queue carré ouvert.
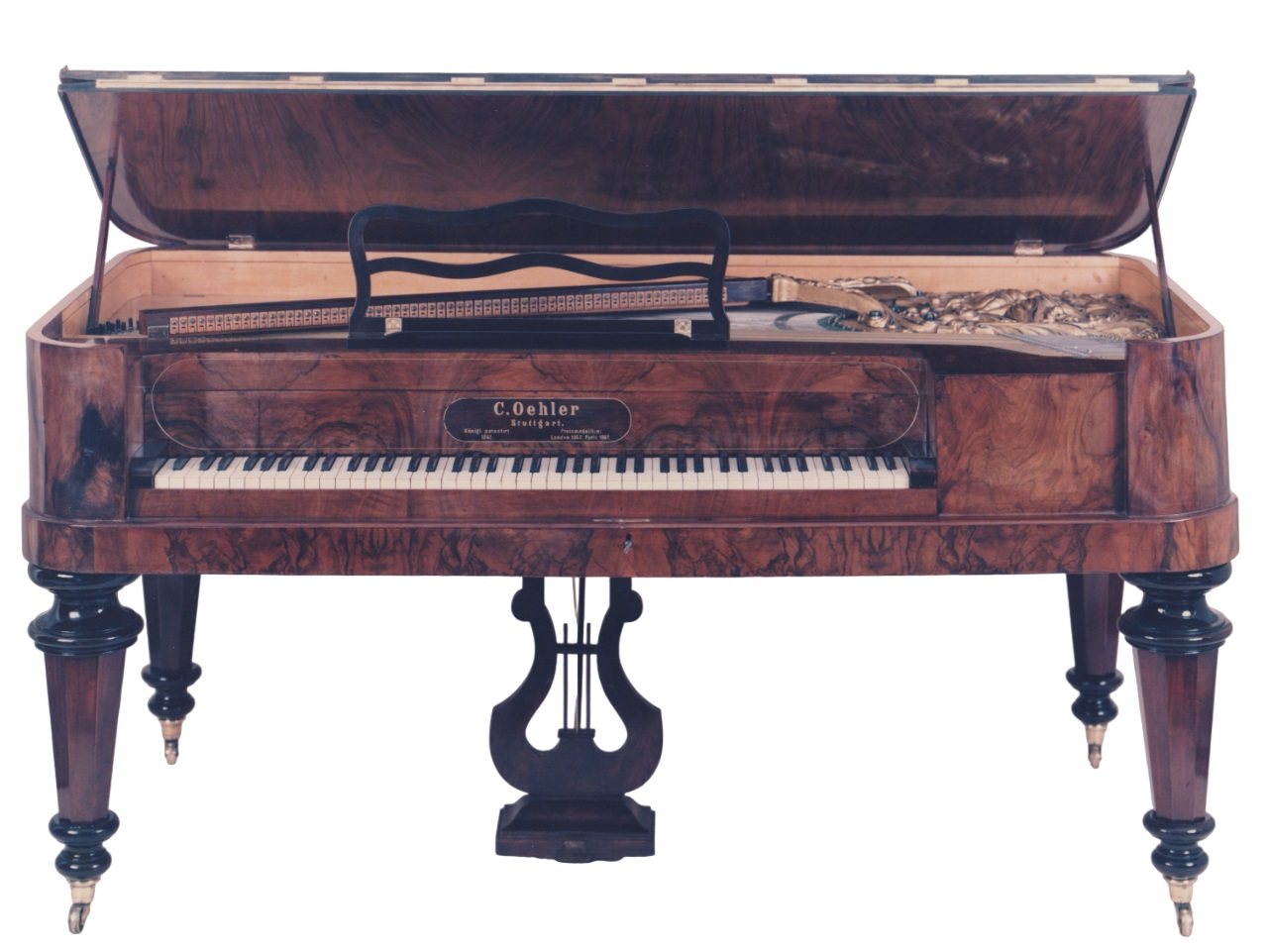
Piano carré C. Oehler, Stuttgart, années 1870.